# Гріньова (водосховище)
Гріньова (Hriňová) — водосховище на річці Слатина; місце розташування — округ Детва.
Збудоване в 1960-1965 роках. Розташоване біля села Гріньова. Впадає річка Гукава.